# Charles de Mallery
Charles de Mallery, en néerlandais Karel van Mallery, est un graveur flamand de l'école d'Anvers né le 13 ou le 31 juillet 1571 à Anvers et mort vers 1635 dans la même ville. Son père est Philippe de Mallery, avocat.

## Biographie
Charles de Mallery naît le 13 ou le 31 juillet 1571 à Anvers.
Il devient l'élève de Philippe Galle en 1585 ou 1586. Il séjourne quelques années à Rome en Italie où il travaille pour différents éditeurs, dont Giulio Franceschini, sûrement dès 1595. Dès cette année-ci, il réalise un portrait d'Henri IV qu'il signe « Carolius de Mallery ». Il retourne à Anvers en 1597 pour être reçu maître. L'année suivante, il se marie avec Catherine Galle, la fille de son professeur, avec laquelle il a notamment un fils né en 1598, Philippe de Mallery, également graveur.
Il se rend en France à la toute fin du XVIe siècle où il demeure au moins jusqu'en 1610, travaillant entre autres pour Jean Messager et Paul de la Houve. Il contribue à promouvoir en France la gravure au burin qui se développe alors, notamment sous l'impulsion de Thomas de Leu ou de Léonard Gaultier. Au même moment, la gravure sur bois périclite au profit de celle sur cuivre qui est plus simple.
Le Bénézit estime qu'il aurait réalisé environ 342 gravures durant sa carrière. Il se spécialise dans les estampes religieuses de petit format, mais il travaille également pour la famille royale française, en réalisant divers portraits, parmi lesquels ceux de Marie de Médicis ou du futur Louis XIII, encore très jeune enfant. Une planche notable représente ce dernier emmailloté à l'âge de sept mois. À cette période, il édite lui-même certaines de ses œuvres. Il retourne à Anvers probablement durant la décennie 1610 et devient doyen de la guilde de Saint-Luc en 1621.
Charles de Mallery meurt vers 1635 à Anvers.

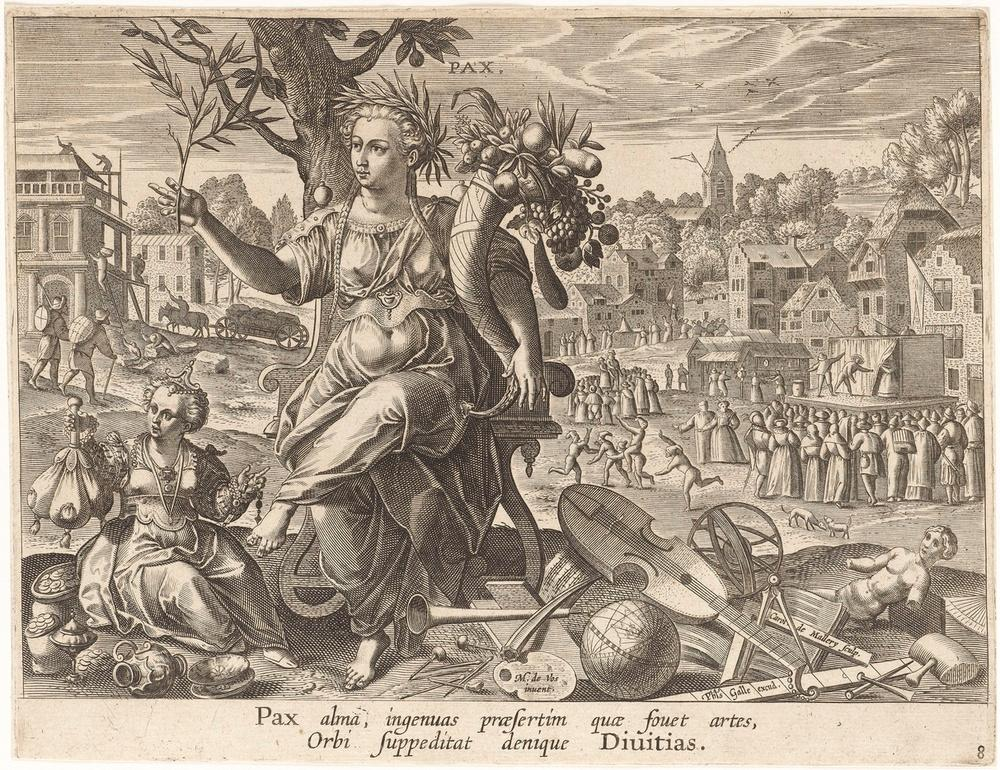
Une allégorie de la paix.
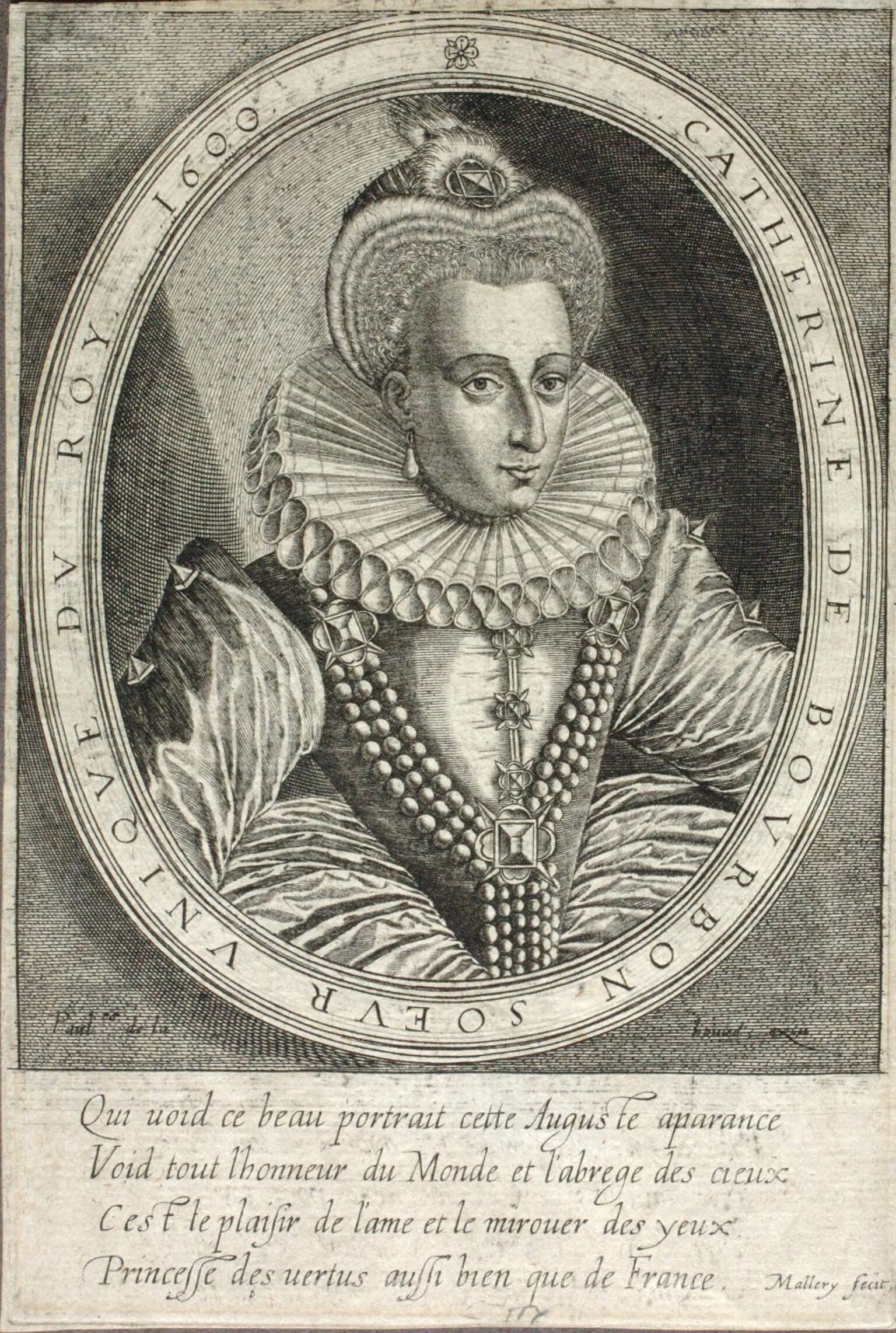
Une gravure représentant Catherine de Bourbon.